# غارهای لله لو
غارهای لله لو مربوط به هزاره اول قبل از میلاد است و در شهرستان ورزقان، بخش مرکزی، دهستان ازومدل جنوبی، در حدود ۱۵۰۰ متری جنوب روستای لله لو واقع شده و این اثر در تاریخ ۱۲ شهریور ۱۳۸۶ با شمارهٔ ثبت ۱۹۳۲۸ به‌عنوان یکی از آثار ملی ایران به ثبت رسیده است.